# Všetuly
Všetuly jsou místní částí města Holešova na Kroměřížsku a nacházejí se v jeho západní části. Leží v průměrné nadmořské výšce 210 m n. m., mají zhruba 2500 obyvatel. Všetuly nemají vlastní zastupitelstvo ani osadní výbor.

## Název
Na vesnici bylo přeneseno původní pojmenování jejích obyvatel Všetuli, v jehož druhé části je základ slovesa túlati sě. Jméno vyjadřovalo neusedlost všech obyvatel vsi. Patří k nejstarším typům pojmenování sídel na Moravě (patří k němu ještě Všechlapy (zaniklá vesnice u Zdounek), Všetrapy (zaniklá vesnice u Čejkovic na Hodonínsku), Všeruby (zaniklá vesnice neznámé polohy na Brněnsku)). Jméno znamená „všichni se toulají“ jako protiklad k Tučapy „tu se usadili“ a patrně odkazuje na původní přechodný charakter sídliště.

## Historie
Všetuly jsou poprvé písemně doloženy k roku 1358 v zemských deskách (de Wsetul, in Wsetul). Vesnice vznikla na levém (jižním) břehu říčky Rusavy, patrně v místě brodu, v posledních staletích se rozšířila po obou březích.
Od roku 1358 patřily Všetuly, nebo alespoň jejich část, rodu Šternberků. V letech 1379–1480 byla ves majetkem augustiniánského kláštera ve Šternberku, později patřila pánům z Prusinovic a po třicetileté válce olomouckým jezuitům. Roku 1789 byly Všetuly přikoupeny k holešovskému panství, ke kterému náležely až do zrušení poddanství.
Ještě významnějším mezníkem, než zrušení poddanství v roce 1848, bylo založení cukrovaru v katastru obce roku 1881, a později přistěhování holešovské továrny na výrobu cukrovinek Kneisl (pozdější Sfinx) v roce 1910. Díky těmto průmyslovým podnikům zaznamenala dosud malá vesnice velký rozmach. Během pouhých třiceti let, které od sebe dělilo umístění obou továren do Všetul, se počet domů v obci zdvojnásobil a počet obyvatel téměř ztrojnásobil, takže při následném sčítání obyvatel už překročil tisícovku. V obci byla železniční stanice, pošta a záložna (spořitelna), byla postavena nová radnice a škola.

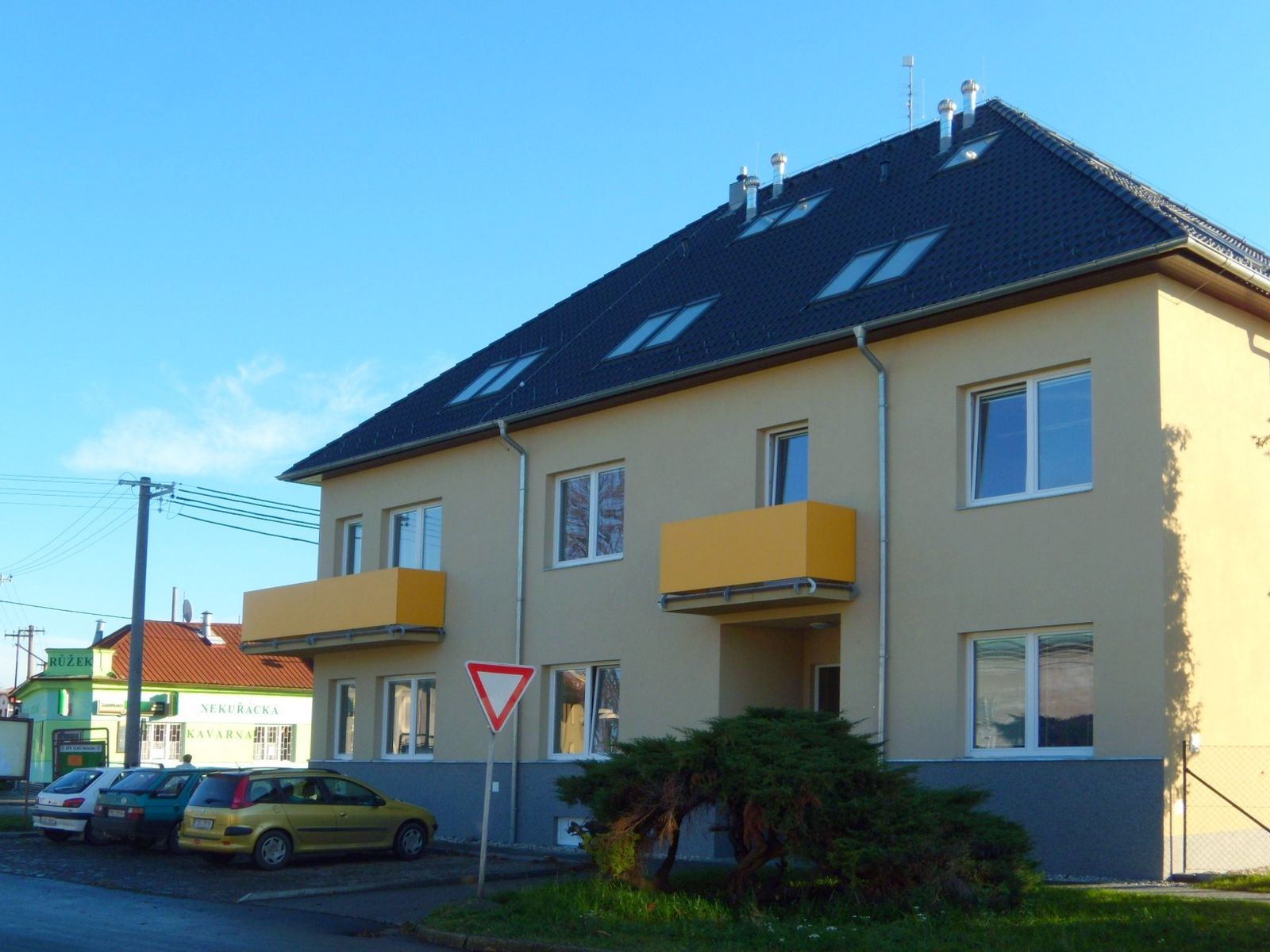
Bývalá radnice
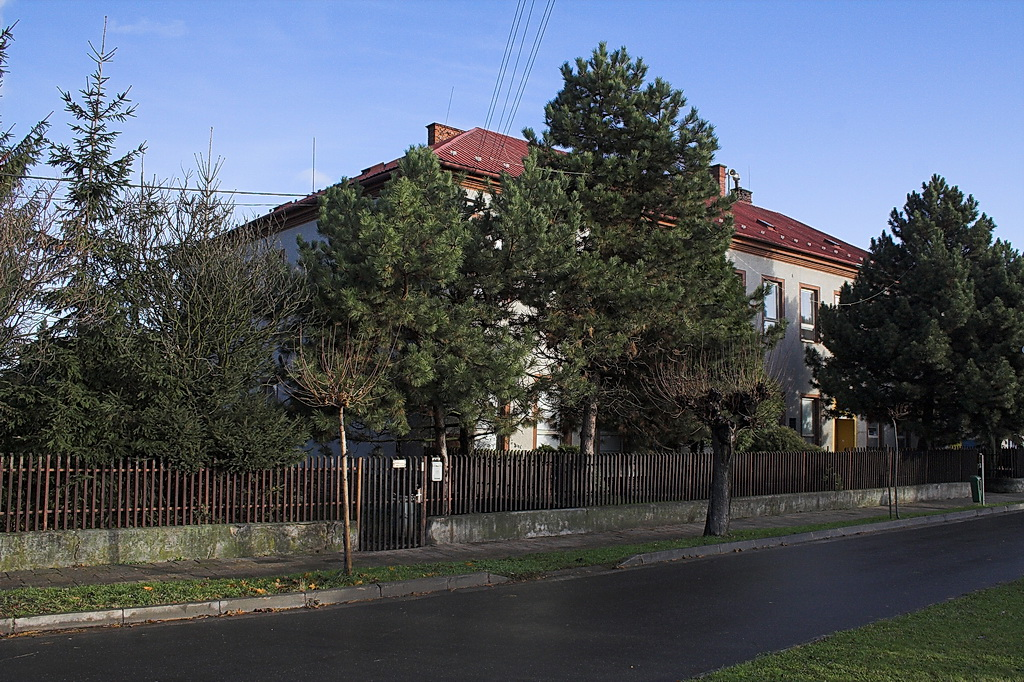
Zrušená základní škola
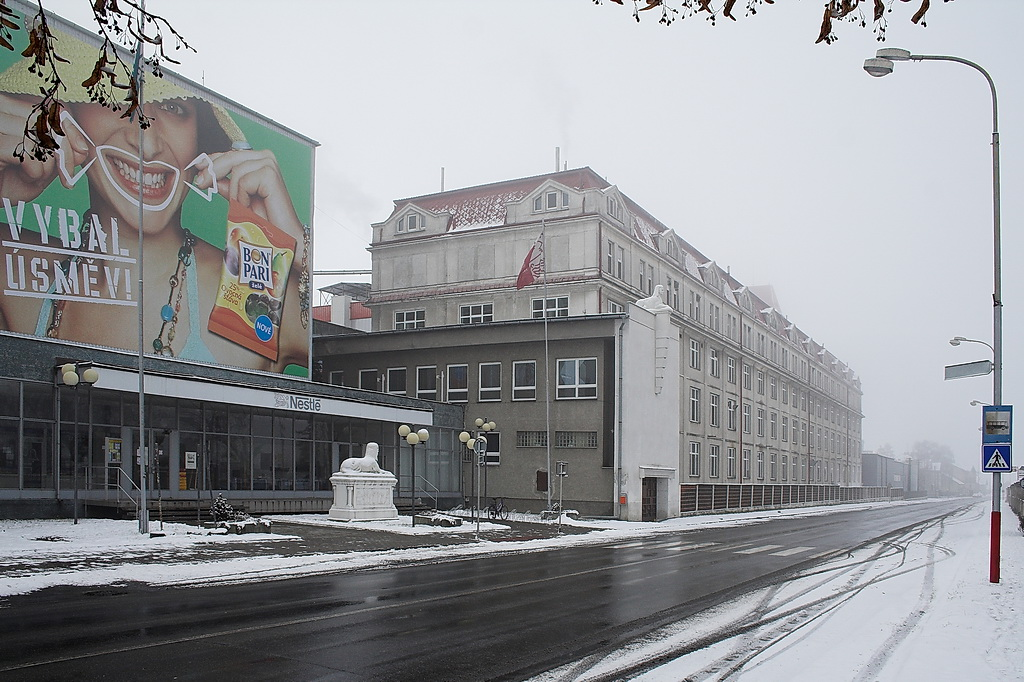
Sfinx/Nestlé

Paradoxně tento rozmach byl jednou z příčin ztráty samostatnosti obce. Představitelé sousedního okresního města Holešova měli obavy, že vzhledem k prudkému rozvoji okolních okresů Zlín, Kroměříž a Přerov bude holešovský okres zrušen. Potřebovali rychle zvýšit počet obyvatel okresního města a toho mělo být dosaženo především připojením Všetul, které byly od Holešova odděleny již jen širokým pásem zahrad a sadů. Obyvatelé Všetul byli pochopitelně proti sloučení, ve kterém oprávněně spatřovali nejen hrozbu vyšších daní, ale také omezení slibného rozvoje vesnice. V několika referendech před i po druhé světové válce sloučení s Holešovem drtivou většinou odmítli. Toto jim nebylo v podmínkách nastupující komunistické diktatury nic platné a krátce po únoru 1948 se Všetuly staly součástí Holešova (oficiálně od r. 1950) a postupem let byly výstavbou propojeny v jeden organický celek.
Navzdory slibům zástupců okresu (který roku 1960 stejně zanikl) pak ze Všetul postupně mizely jednotlivé prvky občanské vybavenosti. Nicméně, Všetuly jsou jedinou z obcí připojených po 2. světové válce k Holešovu, kde počet obyvatel neklesl ani nestagnoval, ale díky nové zástavbě rodinných i panelových domů stále rostl. Období nejhorší úpadku však Všetuly zažily v 90. letech 20. století, kdy zde přestaly zastavovat autobusy (s výjimkou jediné zastávky u Sfinxu), byla uzavřena škola s knihovnou, zanikl cukrovar a také skoro všechny obchody. V posledních letech se situace pomalu zlepšuje v souvislosti s přistěhováním nových firem do areálu bývalého cukrovaru a postavením hypermarketu Tesco. V roce 2004 se přestala používat zastávka Všetuly (avšak formálně zrušena nebyla – předpokládá se její opětovné zprovoznění v souvislosti s obsazováním průmyslové zóny u Holešova).

## Obyvatelstvo

### Struktura
Vývoj počtu obyvatel za celou obec i za jeho jednotlivé části uvádí tabulka níže, ve které se zobrazuje i příslušnost jednotlivých částí k obci či následné odtržení.
| Místní části   | Místní části | 1869 | 1880 | 1890 | 1900 | 1910 | 1921 | 1930 | 1950 | 1961 | 1970 | 1980 | 1991 | 2001 | 2011 |
| -------------- | ------------ | ---- | ---- | ---- | ---- | ---- | ---- | ---- | ---- | ---- | ---- | ---- | ---- | ---- | ---- |
| Počet obyvatel | část Všetuly | 342  | 348  | 622  | 669  | 998  | 1006 | 1148 | 1096 | 1142 | 1086 | 1771 | 2423 | 2283 | 2067 |
| Počet domů     | část Všetuly | 57   | 57   | 76   | 87   | 134  | 153  | 191  | 232  | -    | 263  | 310  | 393  | 417  | 427  |

## Průmysl
- Sfinx – výroba čokolády a cukrovinek, od r. 2001 součást koncernu Nestlé.
- ELKO EP – modulové elektronické přístroje; systém INELS.
- LENA nábytek – výroba nábytku a čalounění.
- Tosta – sériová výroba dřevěného nábytku v areálu bývalého Dřevopodniku, pobočka firmy František Tomaník - TOSTA
- Cukrovar – nyní neexistuje; patřil mezi nejvýznamnější cukrovary na Moravě.

## Školství
- Obecná škola (od r. 1889) a mateřská škola byly zrušeny k r. 2001; nyní v objektu sídlí Středisko volného času Všetuly (TYMY) a Mateřské centrum Srdíčko.
- 3. Základní škola Holešov; stojí na k.ú. Všetuly a po zrušení staré všetulské školy převzala většinu jejích funkcí.

## Památky
- Pomník padlých z 1. světové války ve všetulském parčíku.
- Pamětní deska obětem nacismu na budově školy.
- Krucifix na ulici 6. května a na ulici Rymická.
- Socha Sfingy před hlavním vstupem do továrny Sfinx (údajně dovezena z Egypta v 19. st.; patrně se jedná o mladší kopii antického vzoru).
- Pamětní kámen u lípy vysazené k 650. výročí písemné zmínky o Všetulích
- Zvonice Sv. Františka vysvěcená v roce 2018 (je kopií původní všetulské zvonice, která byla zbourána při stavbě mostu v roce 1964)[6]

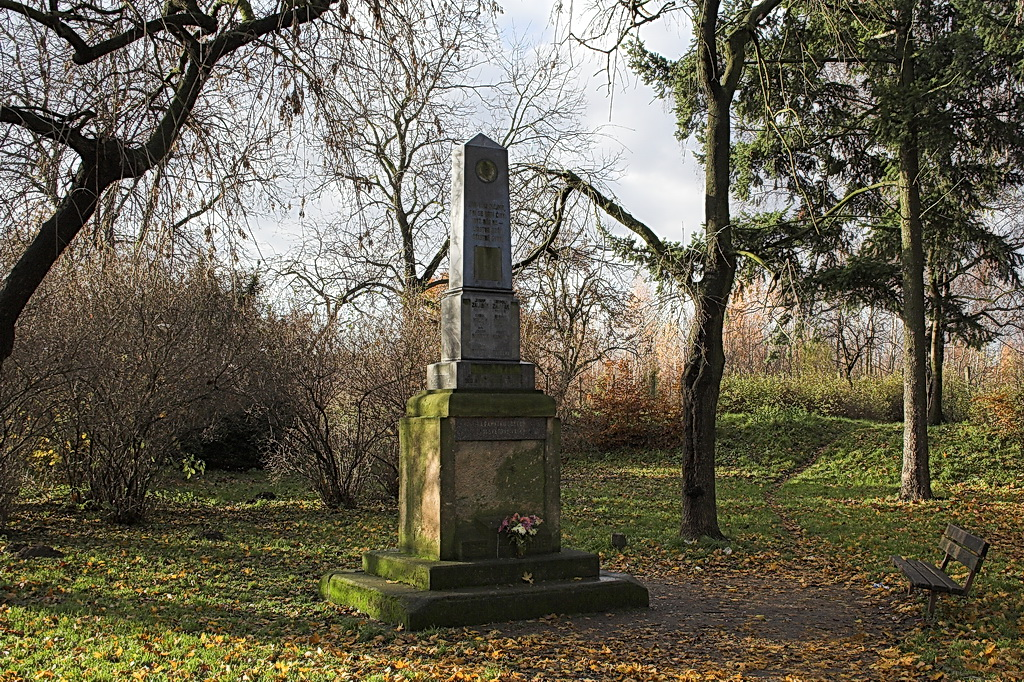
Pomník padlých
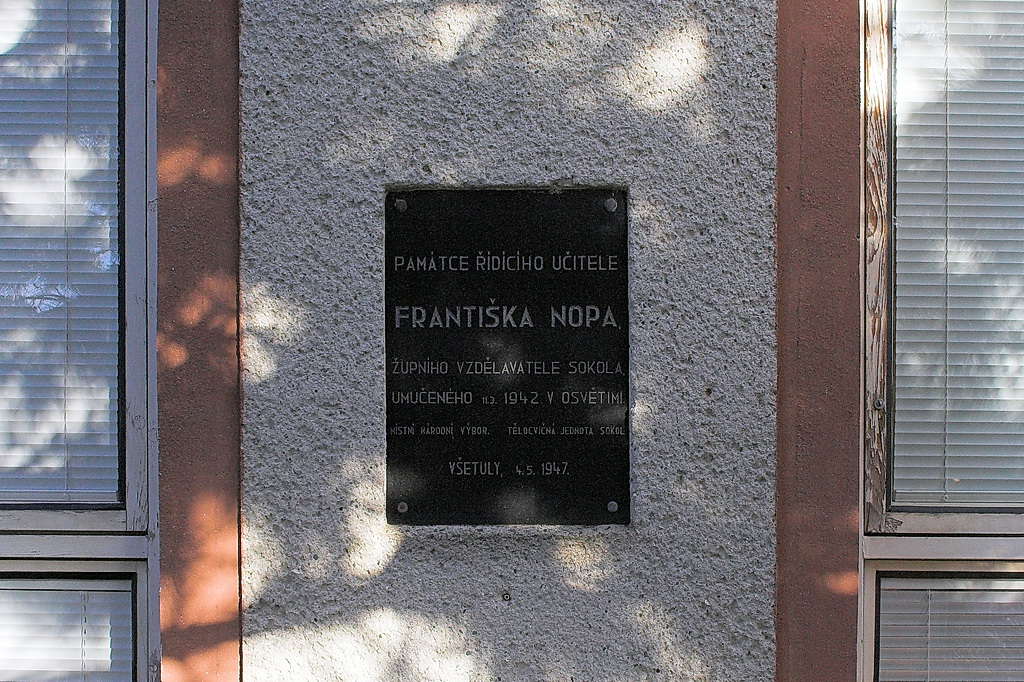
Pamětní deska
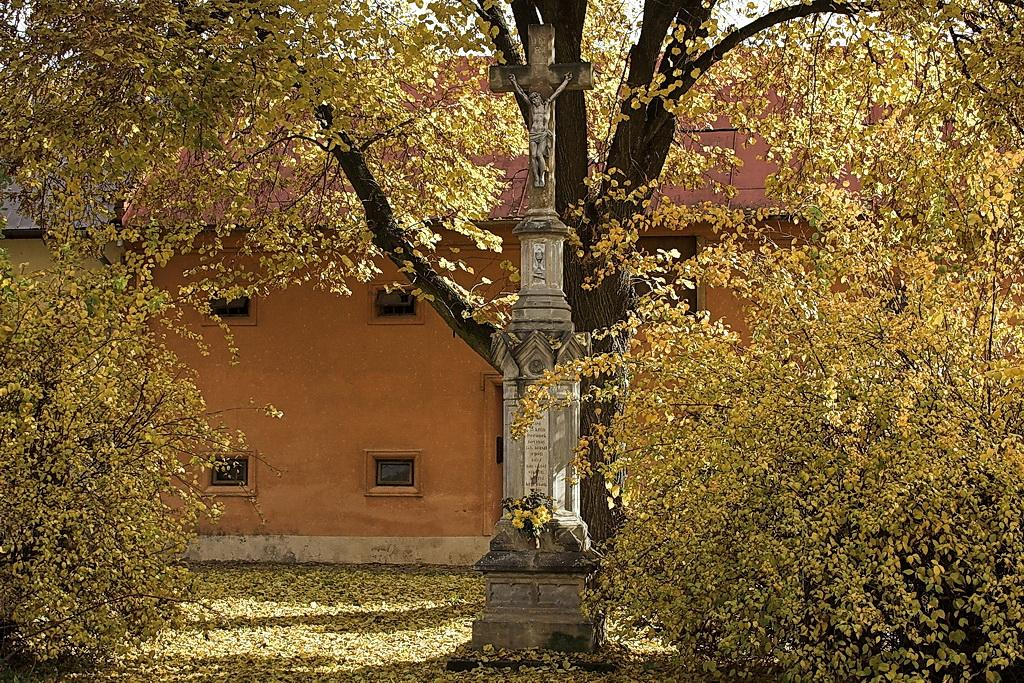
Kříž na ulici 6. května
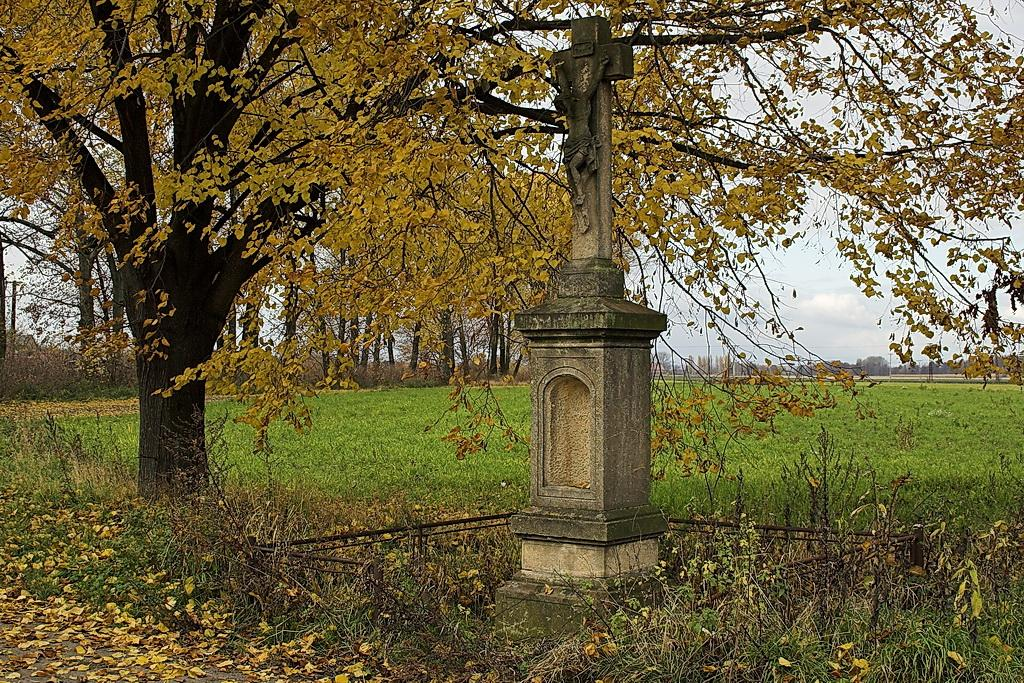
Kříž na Rymické ulici
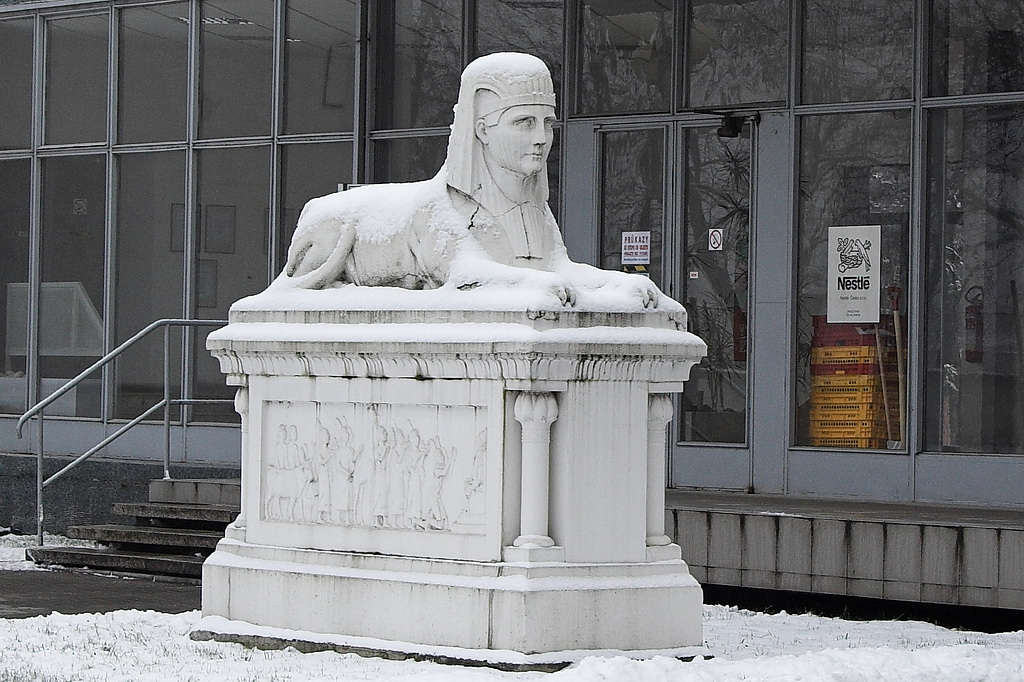
Socha Sfingy
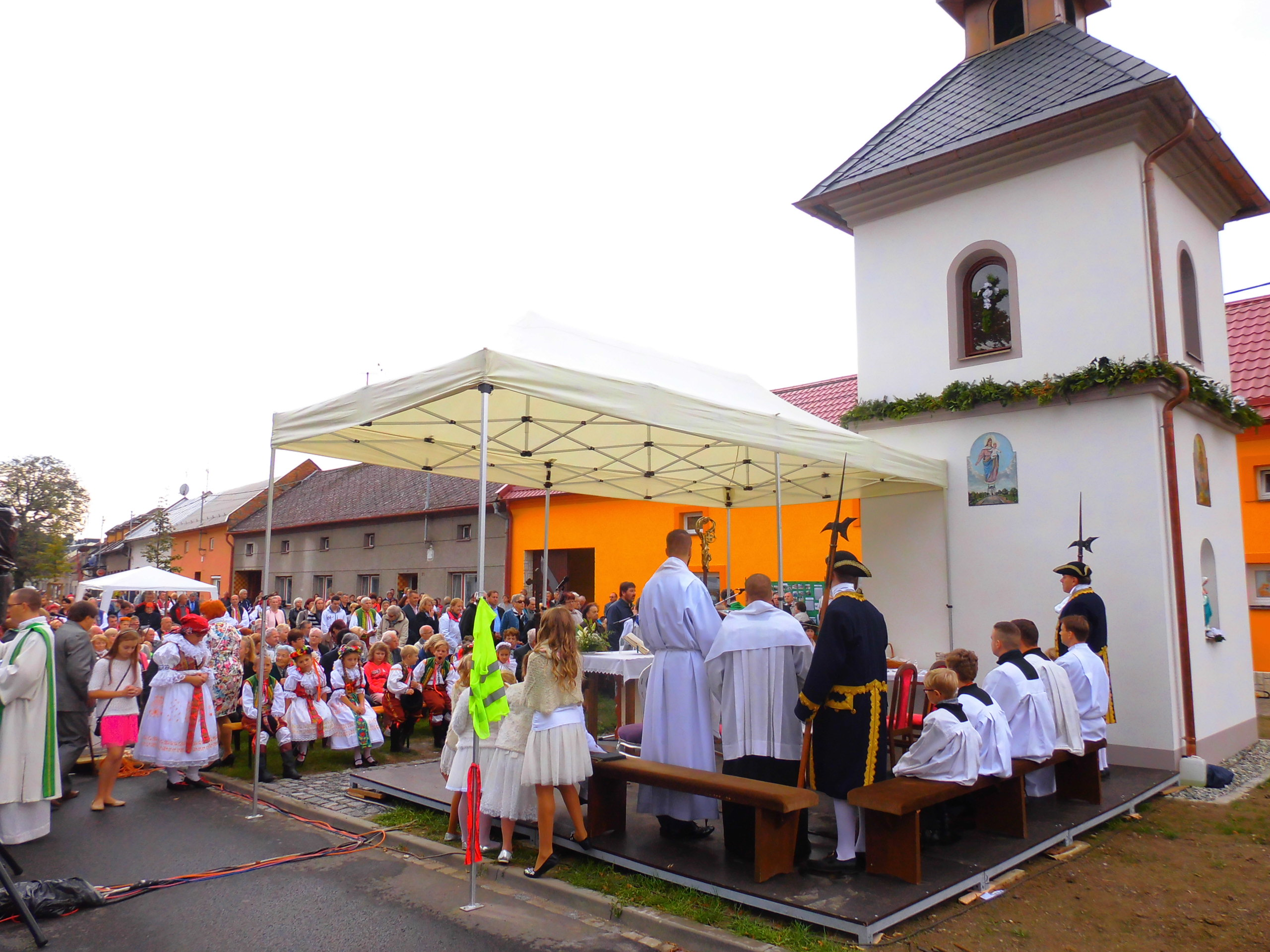
Vysvěcení nové zvonice
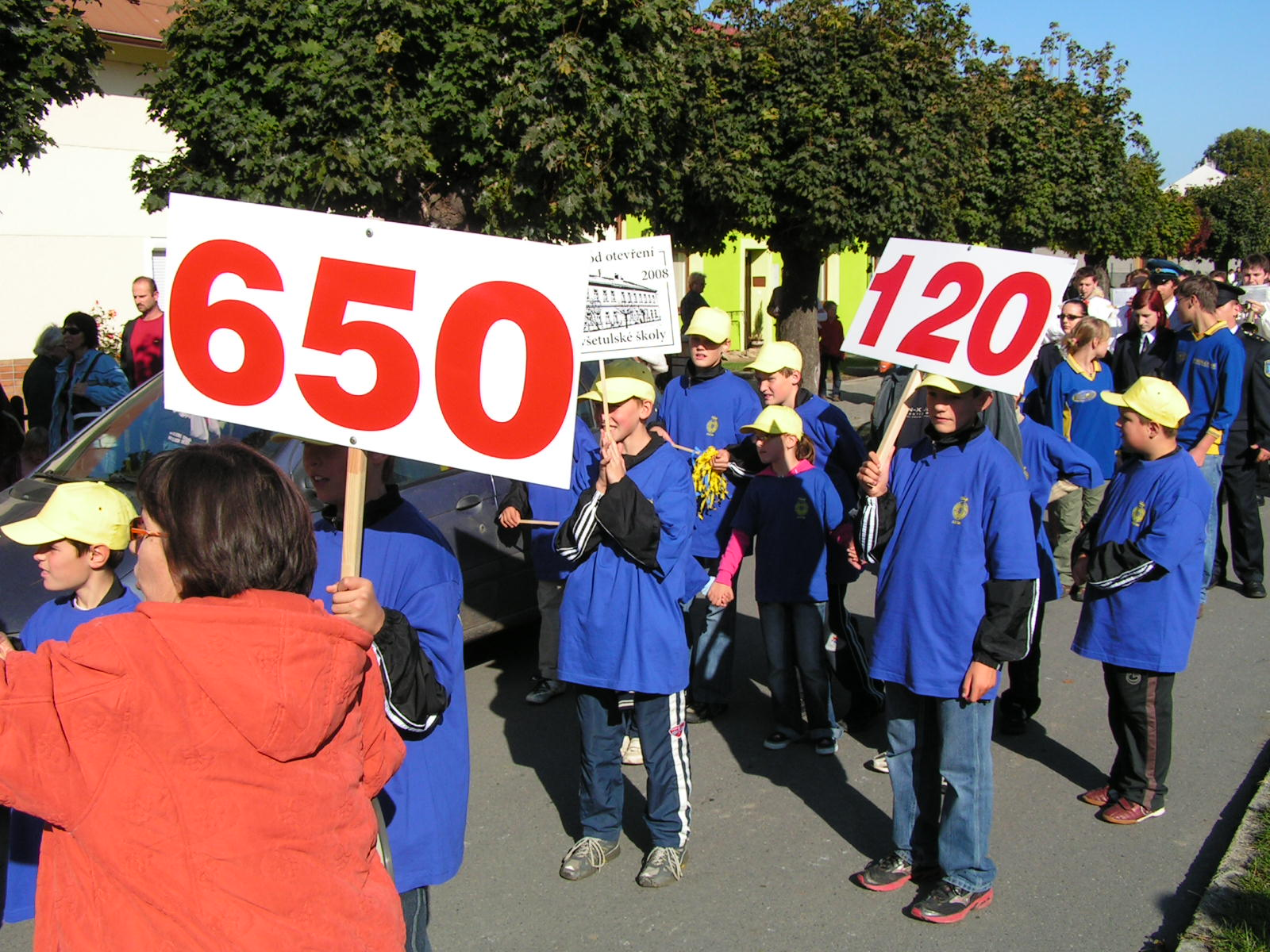
Oslavy výročí Všetul a založení školy

## Sport
- Hřiště fotbalového klubu TJ Slavoj Všetuly.
- Umělá vodní nádrž, která nyní oficiálně není koupalištěm.
- Tělocvična bývalé školy; v rámci Střediska volného času je intenzivně využívána k sálovým sportům i kulturním akcím.
- Přes Všetuly vede cyklotrasa č. 5033 (Kroměříž - Hustopeče nad Bečvou)

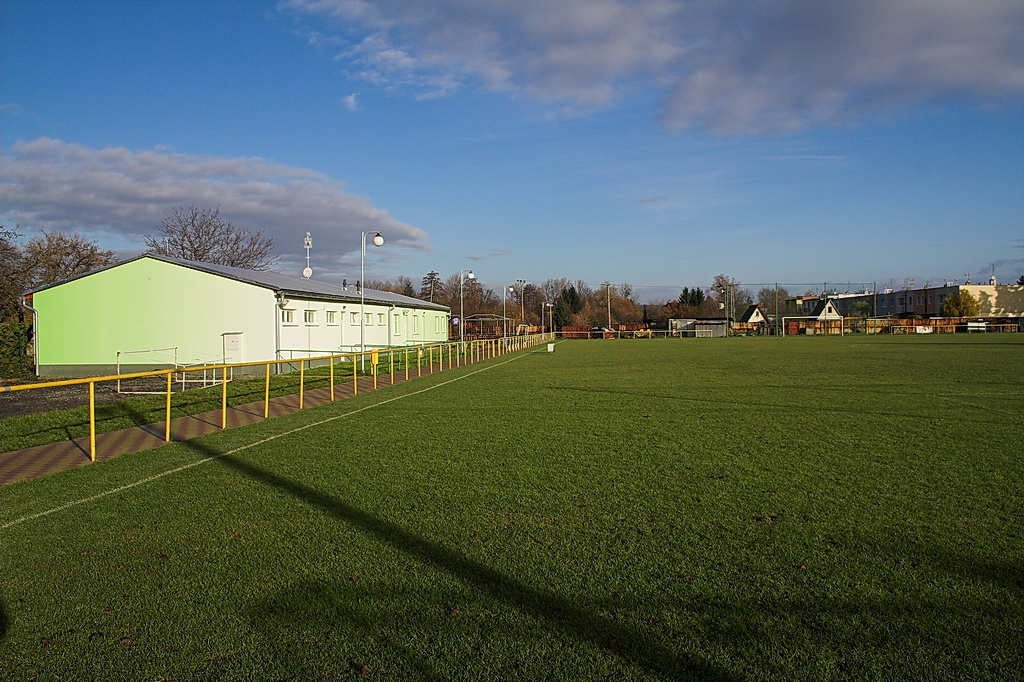
Fotbalové hřiště
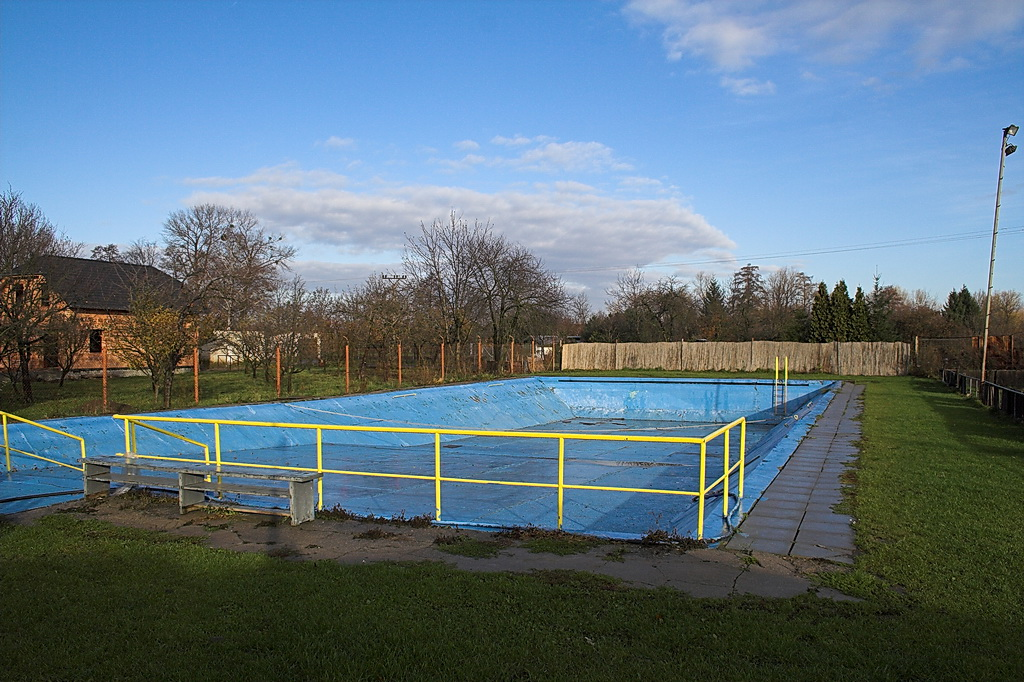
Všetulské koupaliště